# Triopasites spinifera
Triopasites spinifera là một loài Hymenoptera trong họ Apidae. Loài này được Rozen mô tả khoa học năm 1997.